# Harivarman
Harivarman (訶梨跋摩, Pinyin:  Hēlíbámó, giapponese: Karibatsuma; IV secolo) è stato un monaco buddhista indiano, di scuola Sarvāstivāda.
Harivarman fu un brahmano del III secolo d.C. che dopo essere stato un seguace della scuola sāṃkhya si convertì al Buddismo divenendo discepolo del maestro di scuola  sarvāstivāda Kumāralabdha. Influenzato dalle dottrine Mahāyāna, compose il  Tattvasiddhi-śāstra (anche Satyasiddhi-śāstra, cinese 成實論 pinyin: Chéngshí lùn, giapp. Jōjitsuron) tradotto da Kumārajīva in cinese in 16 fascicoli (è conservato nel Lùnjíbù T.D. 1646.32.239-375). Questa opera, alla base della scuola buddista cinese Chéngshí (成實宗, Chéngshí zōng), è un testo scolastico che analizza tutti i fattori cognitivi dell'esperienza suddividendoli in 84 tipologie.  Insegna, inoltre, il raggiungimento del Nirvāna attraverso la distruzione degli attaccamenti ai nomi e alle forme presentando una semplificata dottrina della vacuità.